# Monohelea bifurcata
Monohelea bifurcata is een muggensoort uit de familie van de knutten (Ceratopogonidae). De wetenschappelijke naam van de soort is voor het eerst geldig gepubliceerd in 1964 door Wirth and Williams.